# Tescani
Tescani – wieś w Rumunii, w okręgu Bacău, w gminie Berești-Tazlău. W 2011 roku liczyła 690 mieszkańców.